# Jakob Couven

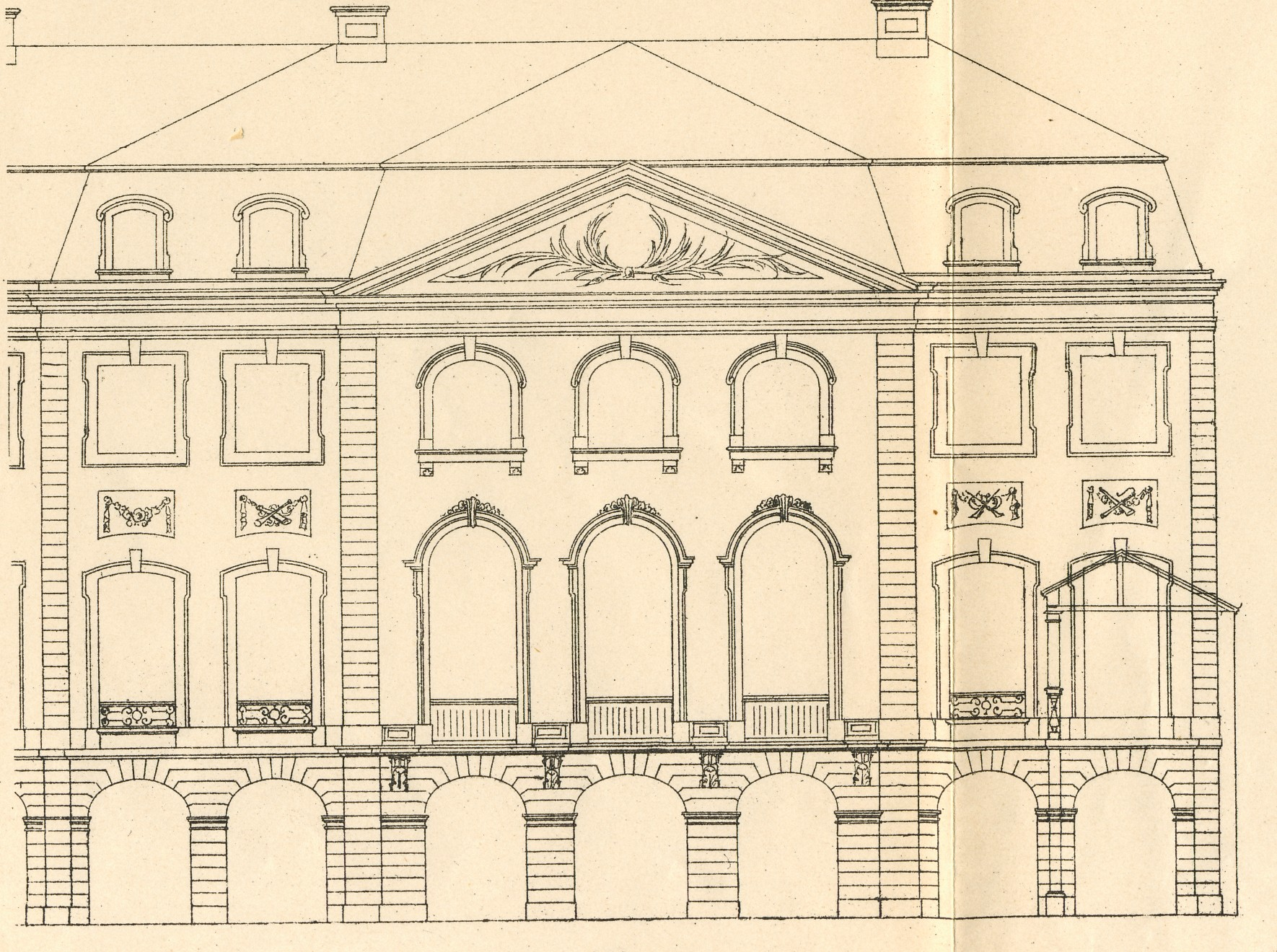
Altes Kurhaus, ontwerp parkfaçade (1782)

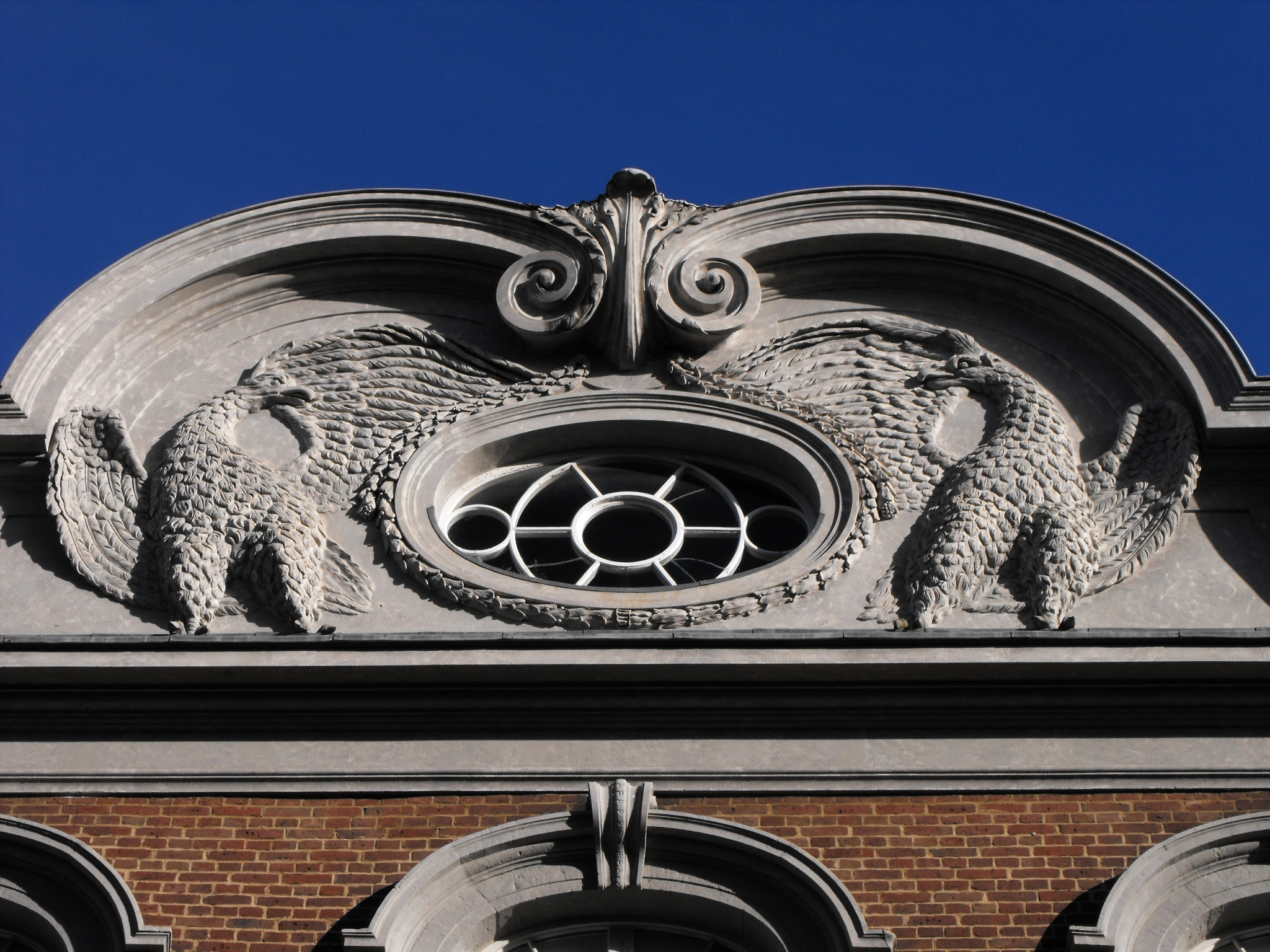
Altes Kurhaus, detail façade Komphausbadstrasse

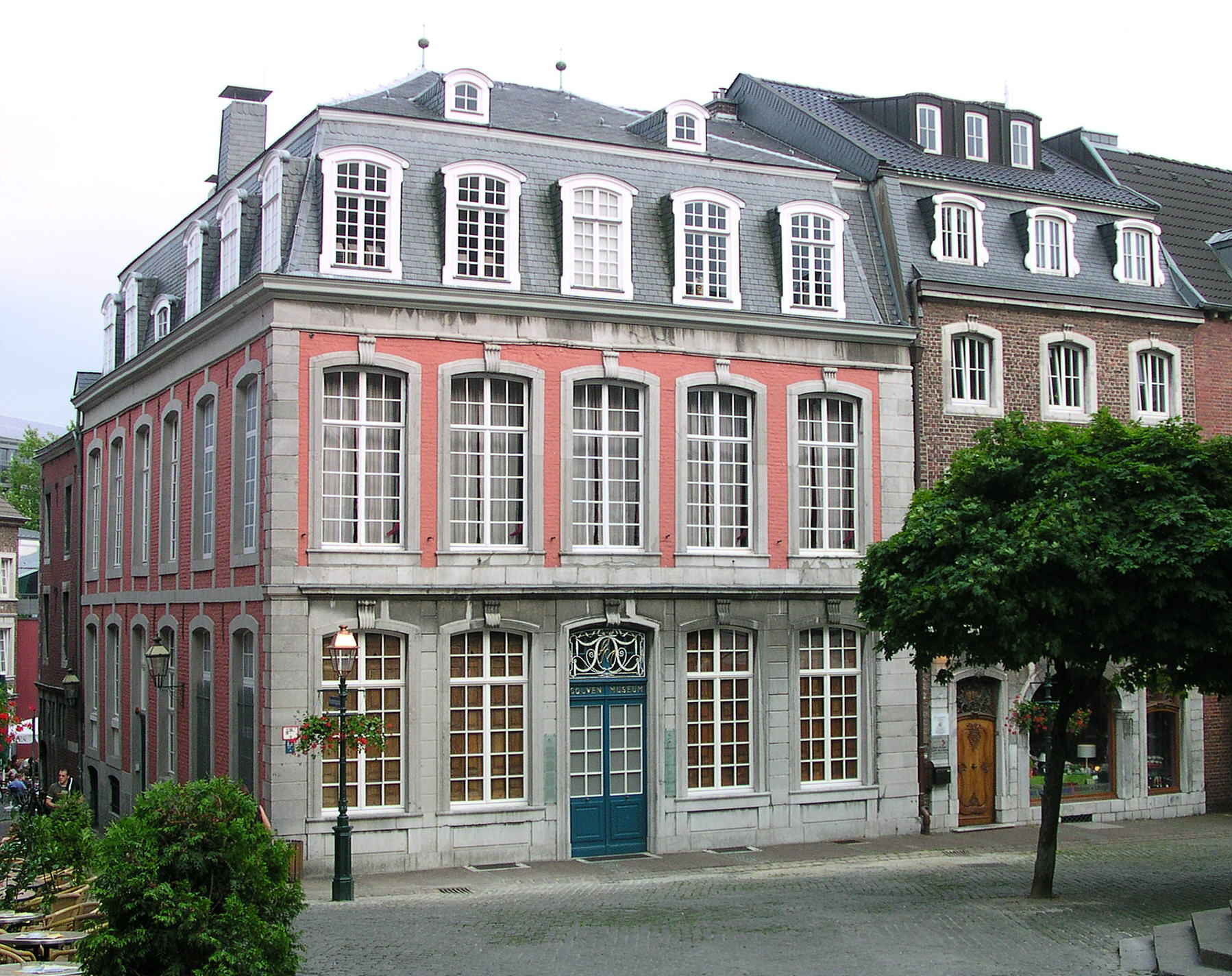
Haus Monheim, thans Couvenmuseum (ca. 1786)

Jakob Couven (Aken, 13 oktober 1735 – aldaar, 9 oktober 1812) was een Duits architect uit de late Barokperiode, die voornamelijk in de stedendriehoek Aken-Luik-Maastricht werkte. Met zijn vader Johann Joseph Couven, Laurenz Mefferdatis en Joseph Moretti behoort hij tot de grote bouwmeesters van de achttiende eeuw in Aken, en naast de Luikenaren Jean-Gilles Jacob, Barthélemy Digneffe, Jacques-Barthélemy Renoz en Ghislain-Joseph Henry, en de Maastrichtenaren François, Matheius en Mathias Soiron, kan hij gerekend worden tot de belangrijkste vertegenwoordigers van de barokarchitectuur in het Prinsbisdom Luik en omgeving.

## Biografische schets
Jakob Couven kwam ter wereld als het derde van zes kinderen van de Akense architect Johann Joseph Couven en zijn Maastrichtse vrouw Maria Dorothea Gertrudis Mesters. Al op 15-jarige leeftijd hielp Jakob mee in het bedrijf van zijn vader, o.a. als landmeter. Van 1760 tot 1782 was hij als kopiist in dienst van de stad Aken, vanaf 1771 ook als raadssecretaris en vanaf 1782 als secretaris van het stedelijk bouwtoezicht. Naast deze ambtelijke functies werkte hij als zelfstandig architect. Tot zijn belangrijkste werken uit deze vroege periode behoort het Haus Fey aan de Seilgraben in Aken, dat hij in 1765 voor de koopman Andreas Ludwig ontwierp.
In 1782 kreeg hij de eervolle opdracht om aan de Komphausbadstrasse een nieuw kurhaus te bouwen, de zogenaamde Neue Redoute, later Altes Kurhaus. Het monumentale gebouw, met een imposante balzaal in Lodewijk XVI-stijl (de Neue Redoute), geldt als Couvens belangrijkste werk. Hierna kreeg hij talrijke opdrachten in Aken en omgeving, zoals de verbouwing van het Haus Monheim (thans Couvenmuseum) aan de Hühnermarkt en het Haus Eckenberg in Burtscheid.
Tijdens de tumultueuze periode voorafgaande aan de komst van de Fransen, de Aachener Mäkelei, toonde Couven zich een aanhanger van de conservatieve partij. Op 12 december 1789 werd hij gearresteerd op verdenking van ontduiking van de meelaccijns en pas in juli 1790 vrijgelaten. In 1792 was hij actief als wijnhandelaar. Na de overname van de stad door de Fransen in 1794 bleef hij als raadssecretaris in dienst van de stad Aken. In deze fase bouwde Couven, wiens bouwstijl zich geleidelijk ontwikkelde van Lodewijk XVI-stijl naar Empirestijl, talrijke burgerhuizen in Aken, waaronder het Haus Zum Kardinal aan de Alexanderstrasse. Jakob Couven zelf woonde in deze periode in het huis Am Klüppel op de hoek van de Holzgraben en de Ursulinerstrasse..
Jakob Couven was ongetrouwd en stierf kinderloos.

## Werken
- 1765–1767: Haus Fey, Seilgraben 34, verwoest (van 1925 tot 1943 was hier het eerste Couvenmuseum gevestigd)
- ca. 1780: Guaita'sche Treppenanlage, Rococo-trappartij in de Rosstrasse, later overgebracht naar het Aachener Kurpark
- 1782–1786: Altes Kurhaus of Neue Redoute, met balzaal (na de oorlog opnieuw opgebouwd)
- 1783: Haus Troistorff, Monschau
- ca. 1785: Verbouwing Wylre’sches Haus, ook Palais Heusch genoemd
- ca. 1786: Verbouwing Coeberghisches Stockhaus voor de apotheker Andreas Monheim (later Haus Monheim, tegenwoordig Couvenmuseum)
- 1788: Haus Eckenberg, Burtscheid, verwoest (delen van een trapballustrade thans in de pastorie van de Heilig-Kreuz-Kirche[6])
- 1789: Huis Zum Brüssel met Karlsapotheke, Markt
- 1806: Villa Tivoli, toegeschreven aan Jakob Couven, verwoest
- Wandfontein hofzijde Wespienhaus, in 1993 naar Burtscheid overgebracht
- Verbouwing Haus Lambertz, Markt 7, verwoest
- Haus zum Kardinal, Alexanderstrasse 12, verwoest
- Huis Friedrich-Wilhelm-Platz 7, verwoest
- Huis Großkölnstrasse 19, verwoest
- Bijgebouwen Abdij Rolduc, Kerkrade, toeschrijving onzeker

Zoals uit bovenstaande opsomming blijkt, zijn veel bouwwerken van Jakob Couven bij bombardementen op Aken tijdens de Tweede Wereldoorlog verloren gegaan.

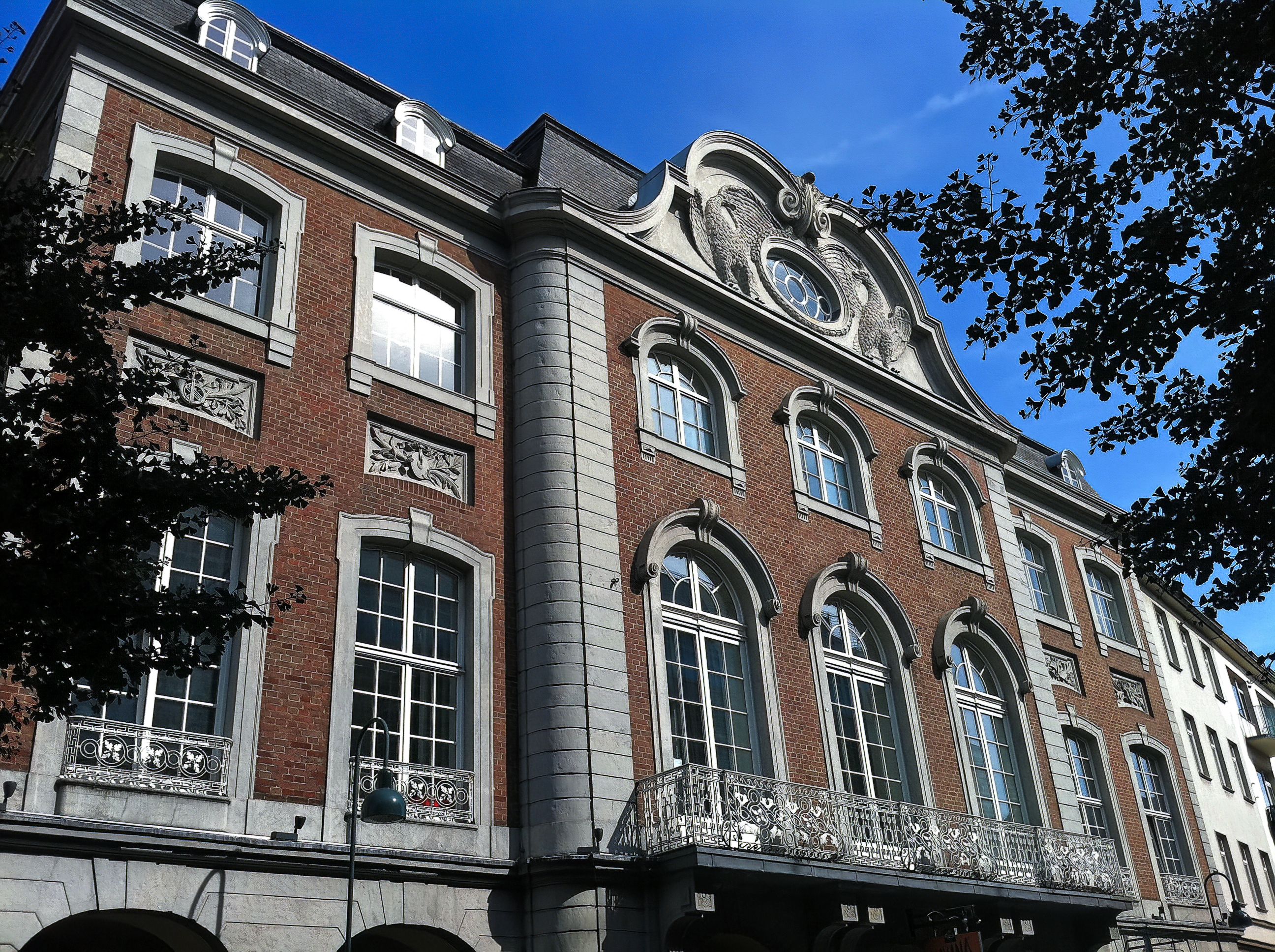
Altes Kurhaus, façade Komphausbadstrasse
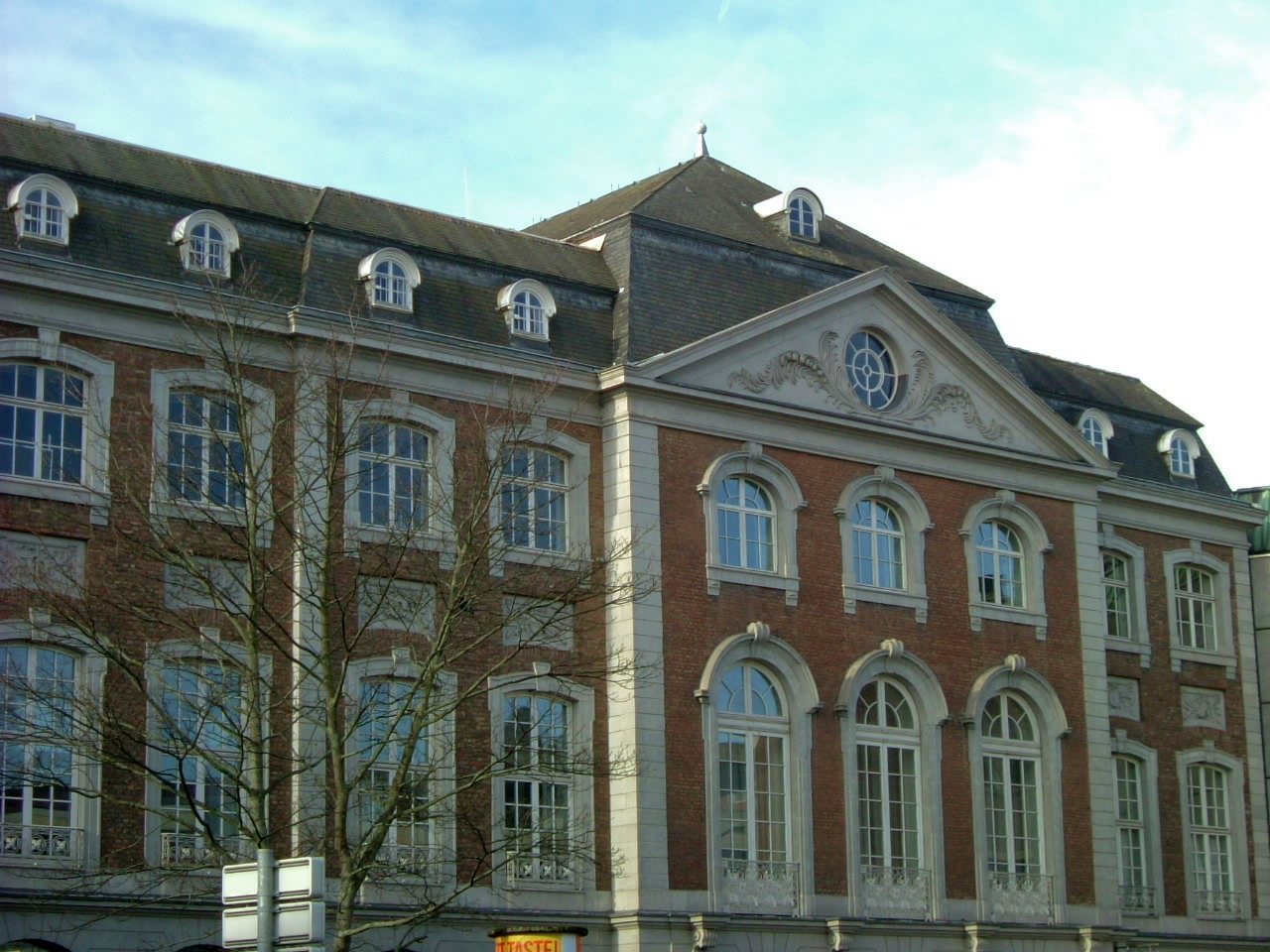
Altes Kurhaus, parkfaçade
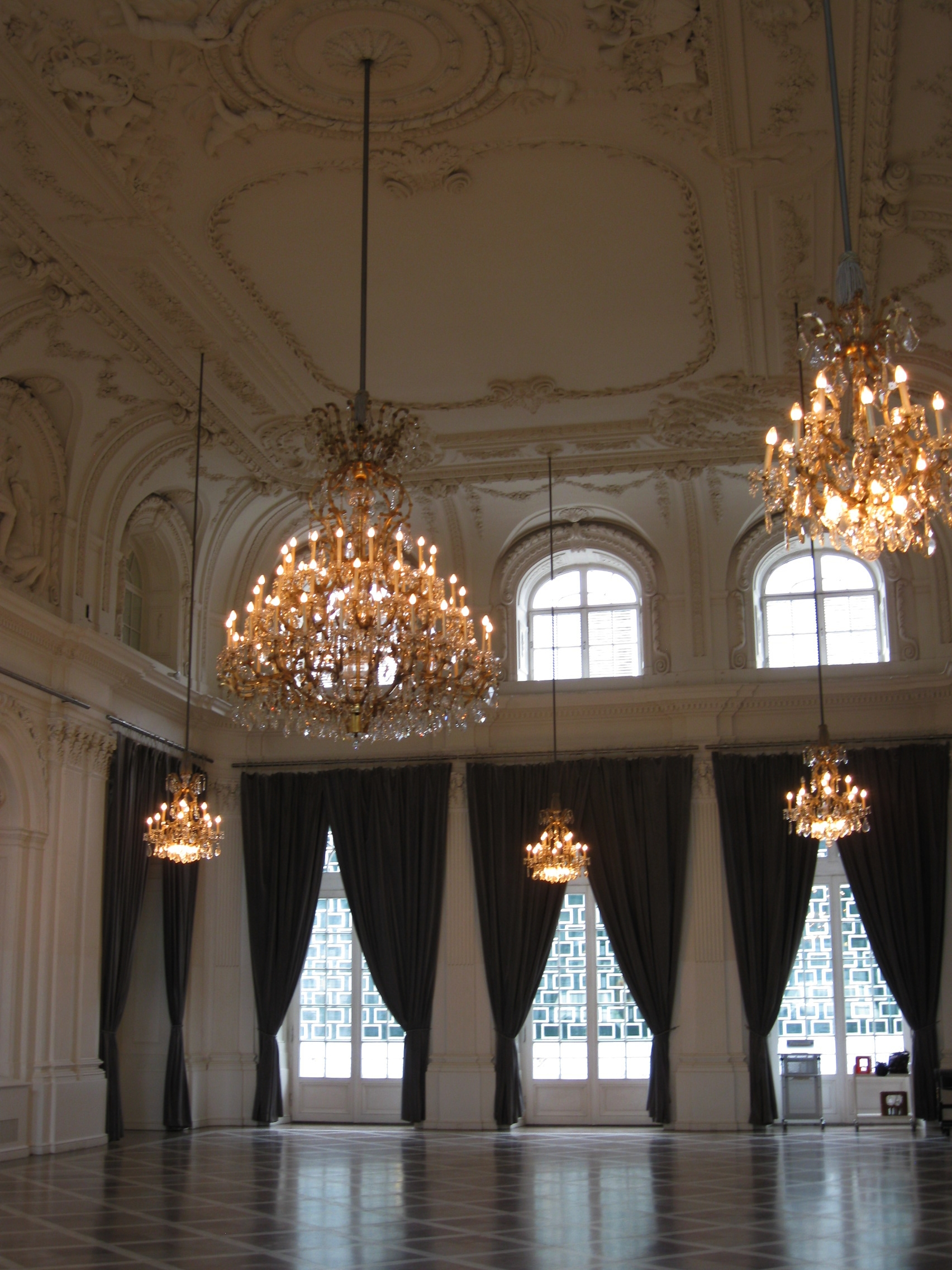
Altes Kurhaus, balzaal
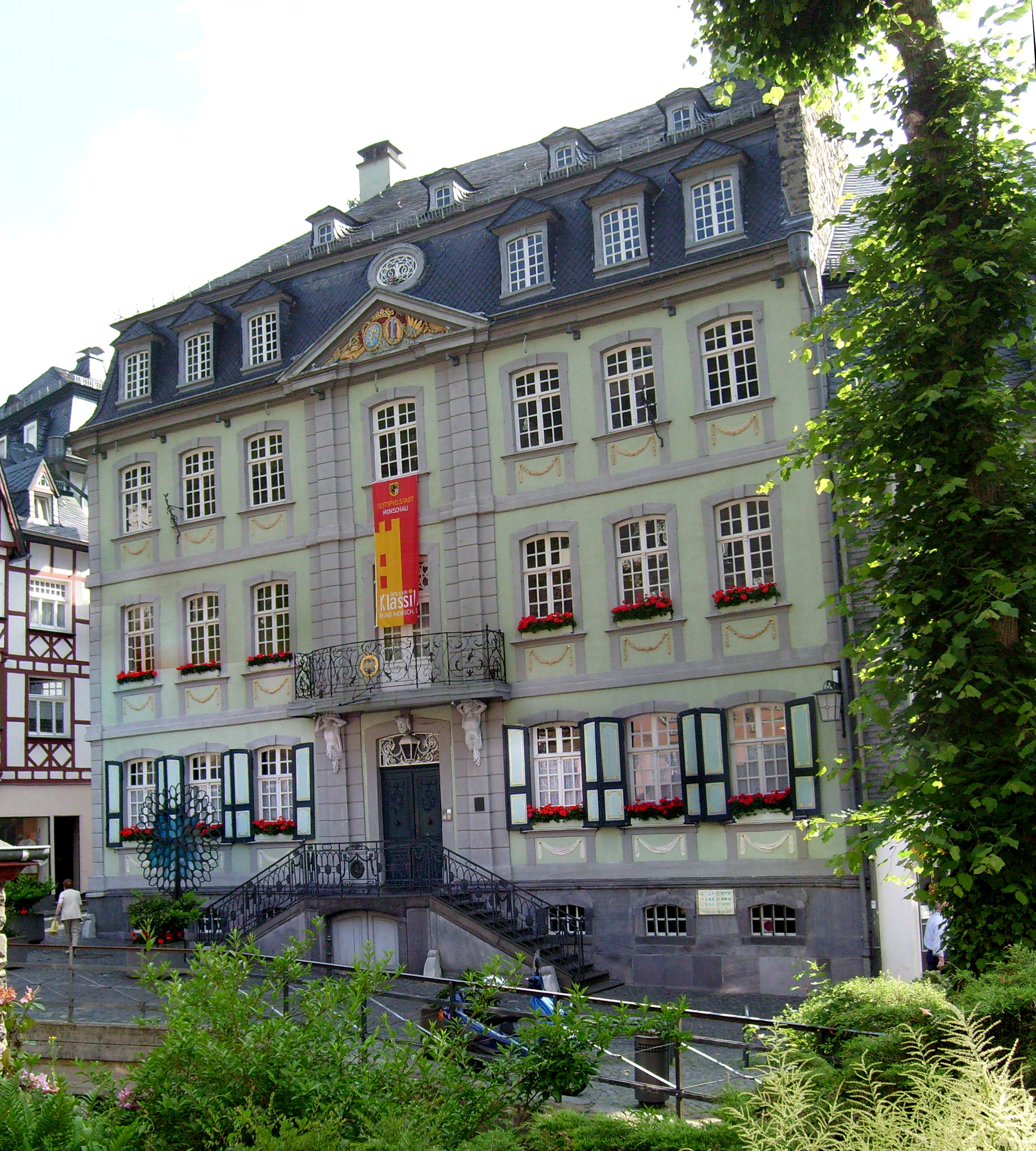
Monschau, Haus Troistorff
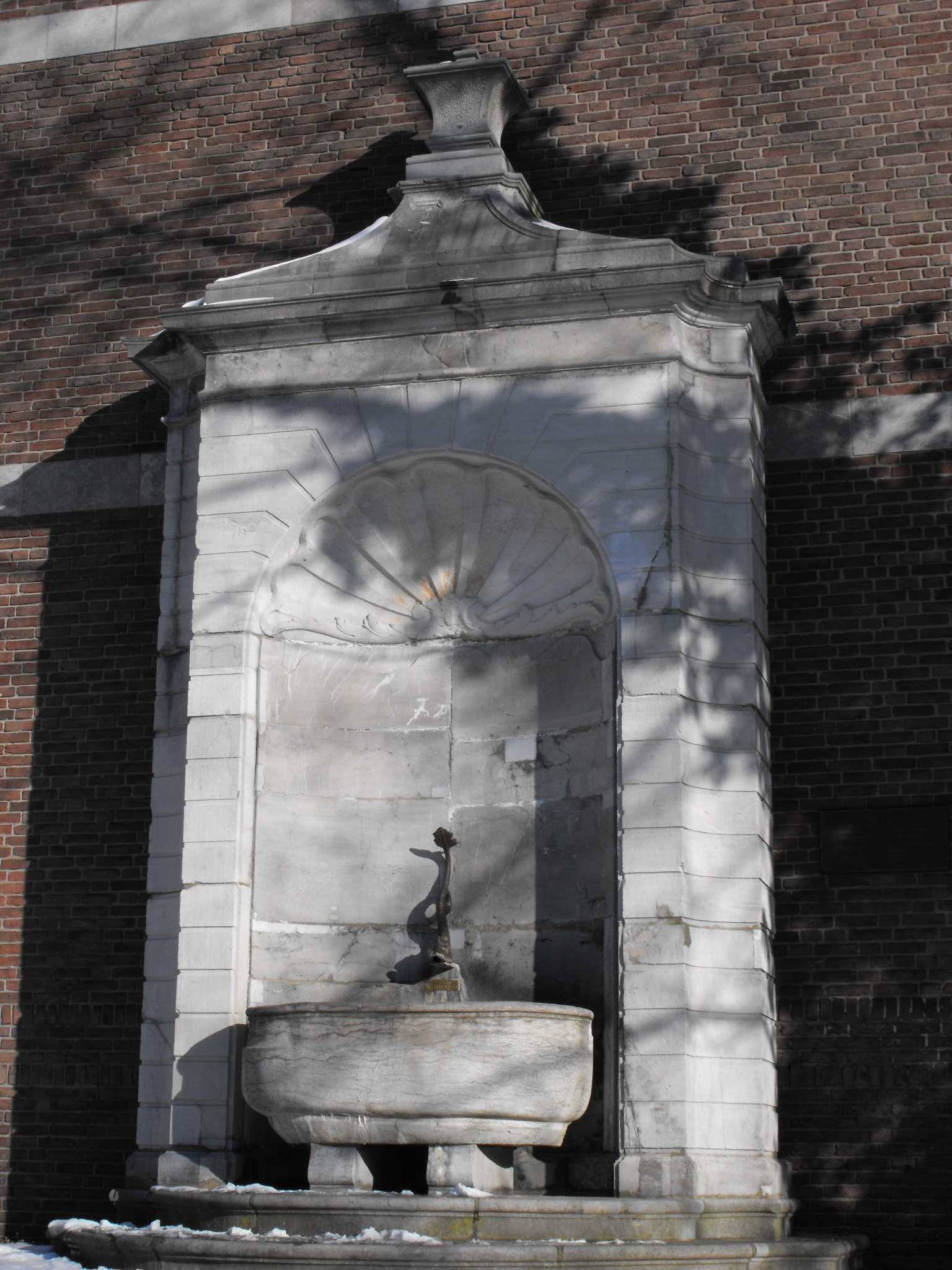
Burtscheid, wandfontein